# Septoplastie

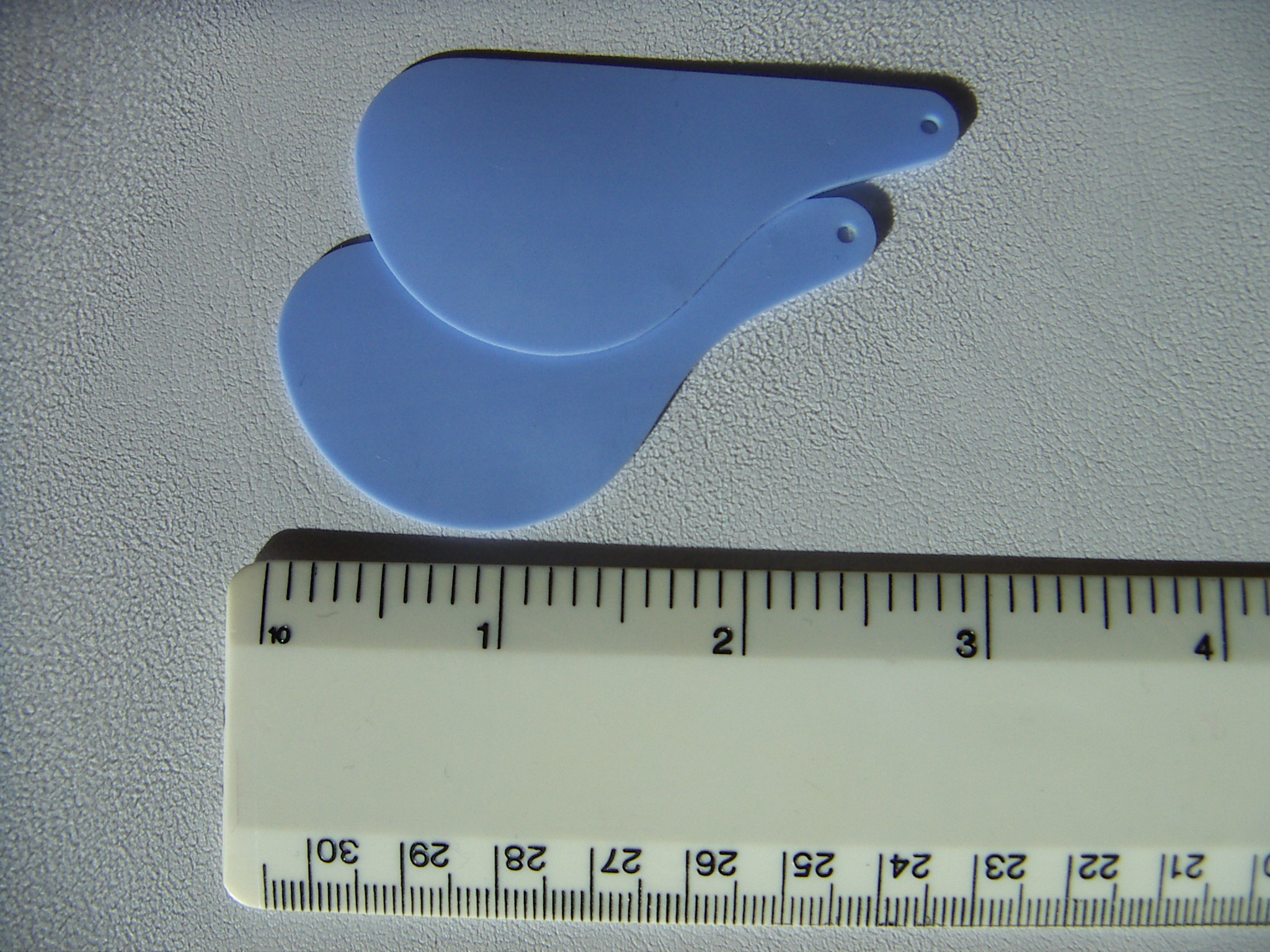
Atelles typiques utilisées pour la septoplastie

La septoplastie est la procédure chirurgicale destinée à corriger une déviation de la cloison nasale. Il faut savoir que 80 % de la population a une cloison nasale déviée et que seules les déformations importantes peuvent être à l'origine d'une obstruction nasale.
Lorsque la septoplastie est combinée avec une rhinoplastie (chirurgie esthétique du nez), la procédure se nomme alors rhinoseptoplastie.

## Déroulement
La septoplastie est une opération d'une durée de 30 à 45 minutes, effectuée sous anesthésie générale, et pouvant relever de la chirurgie ambulatoire ou bien une intervention plus importante dans certains cas.

## Indication
Cette opération est indiquée en cas d'obstruction nasale (importante) influant sur la respiration, et permet en principe de rééquilibrer le flux d'air entre les deux cavités nasales.

## Risques
Les risques principaux de cette opération sont :
- ensellure nasale
- perforation septale
- sécheresse nasale
- rétractation de la columelle